# Oswald von Richthofen
Oswald von Richthofen (né le 13 octobre 1847 à Iași - mort le 17 janvier 1906 à Berlin) est un homme politique allemand ayant exercé les fonctions de secrétaire d'État aux Affaires étrangères.

## Enfance et jeunesse
Fils du diplomate Emil von Richthofen (en) (1810–1895), Oswald von Richthofen est né à Jassy où son père est consul général. Après le déménagement de la famille à Mexico, il fréquente une école espagnole. À l'âge de dix ans, il incorpore le corps des Cadets de Potsdam et obtient son baccalauréat à Hambourg où son père a été muté. 

## Carrière diplomatique
Après ses études, il entre dans le corps diplomatique en 1875. Pendant la guerre franco-allemande de 1870, il est officier de réserve. 
En 1881, il est nommé conseiller de légation au sein du ministère des Affaires étrangères. C'est ainsi que de 1885 à 1886, il représente l'Allemagne pour le compte de l'administration des dettes d'Égypte au Caire. Il défend alors les intérêts allemands face à l'occupation britannique du pays. 
Du 15 octobre 1896 au 31 mars 1898, il est directeur de la section dédiée aux colonies au sein du ministère des Affaires étrangères. Pendant son exercice, il fait avancer la construction de la ligne de chemin de fer Swakopmund–Windhoek dans l'actuelle Namibie alors colonie allemande. En 1897, il est nommé sous-secrétaire puis en 1900 secrétaire d'État aux Affaires étrangères.

## Ministre des Affaires étrangères
Le 23 octobre 1900, Richthofen est nommé à la succession de Bernhard von Bülow aux Affaires étrangères. Il reste à ce poste jusqu'à sa mort le 17 janvier 1906. En 1901, il est nommé conseiller secret et ministre d'État de Prusse en 1905. En 1904, on lui décerne la grand-croix de l'Ordre royal de Victoria. 